# Mario Cantón
Mario Mateo Cantón Spiña (Montevideo, 3 de enero de 1925 - 5 de junio de 2006), Lideró un Movimiento por los derechos de jubilados y pensionistas. Abogado y político uruguayo perteneciente al Partido Colorado. Fue además gobernador del Leonismo uruguayo y tiempo después también fue elegido presidente del Consejo de Gobernadores del Leonismo en Uruguay. 

## Biografía
El 9 de julio de 1952 se casó con María Pombo Muniz a quien permaneció unido hasta el fallecimiento de ella. María Pombo era abogada, y luego fue juez de paz, Juez Letrado de Trabajo, Juez Letrado de Menores y líder de organizaciones de Mujeres. Con María Pombo tuvieron un hijo, Marcelo.
Graduado como abogado en la Universidad de la República en 1954.
Se desempeñó como asesor letrado del Banco de Previsión Social. Desde fines de la década de 1950 hasta fines de siglo cumplió con su vocación y desarrolló una destacada actuación en temáticas de Seguridad y Previsión Social, reivindicando y defendiendo los intereses y derechos de ancianos, discapacitados, jubilados y pensionistas tanto a nivel social como político.
Inicia su militancia político partidaria en la Lista 15.
Durante las presidencias de Óscar Gestido y de Jorge Pacheco Areco, fue subsecretario de Educación y Cultura junto al Prof. Luis Hierro Gambardella. Además realizó varias suplencias en la Cámara de Diputados entre 1968 y 1972.
En las décadas de 1980 y 1990 fue León, electo Gobernador del Leonismo uruguayo y luego elegido Presidente del Consejo de Gobernadores.
Tuvo una destacada actuación en el seno de la Unión Colorada y Batllista. Fue elegido diputado por Montevideo para el periodo 1985-1990. En 1988 y 1989 como dirigente del Movimiento Nacional de Jubilados y Pensionistas, fue un decisivo impulsor de la aprobación del reforma constitucional que consagró en su artículo 67 párrafo 2o. que las jubilaciones y pensiones deben ser reajustadas en las mismas oportunidades que los funcionarios de la Administración Central por lo menos por el índice medio de salarios; también se destacó su actuación en las Comisiones de Constitución, Códigos y Legislación de la Cámara de Representantes.
Fue reelecto representante nacional para el siguiente periodo 1990 -1995. En ese período fue elegido presidente de la Cámara de Diputados responsabilidad que ejerció durante el año 1994.
El 6 de mayo de 1999 falleció María Pombo esposa de Mario y madre de Marcelo.
En 1999 apoyó la precandidatura de Jorge Batlle Ibáñez a la presidencia.